# Electric Fire
Electric Fire (в переводе с англ. — «Электрический огонь») — четвёртный студийный альбом британского рок-музыканта Роджера Тейлора, вышел 28 сентября 1998 года. Музыка и слова большинства песен были написаны самим Тейлором, кроме «The Whisperers» (музыка Тейлора, слова Николаса Эванса) и «Working Class Hero» (музыка и слова Джона Леннона).

## Об альбоме
Стилистика альбома несколько изменилась по сравнению с предыдущими альбомами Тейлора: звучания стало более электронным, чаще стали использоваться искажения голоса, в альбоме появились композиции с элементами фанка и другой танцевальной музыки с чётко выраженным ритмом («People On Streets», «London Town — C’mon Down»).

## Список композиций
1. «Pressure On» – 4:56
2. «A Nation of Haircuts» – 3:32
3. «Believe in Yourself» – 5:00
4. «Surrender» – 3:36
5. «People on Streets» – 4:11
6. «The Whisperers» (Taylor, Nicholas Evans) – 6:05
7. «Is It Me?» – 3:23
8. «No More Fun» – 4:13
9. «Tonight» – 3:44
10. «Where Are You Now?» – 4:48
11. «Working Class Hero» (Lennon) – 4:41
12. «London Town – C'mon Down» – 7:13

## Участвовавшие в записи песен
- Роджер Тейлор — вокал, ударные, клавишные, бас-гитара, гитара
- Кит Прайор — барабаны
- Стив Барнакл — бас
- Майк Кроссли — клавишные
- Джейсон Фэллун — гитара, бас
- Кит Эйри — гитара
- Мэттью Экселби — гитара
- Джонатан Перкинс — клавишные, вокал
- Треана Морис — вокал